# Super Size Me
Super size me, conocida en Hispanoamérica como Súper engórdame, es un documental del 2004, escrito, producido, dirigido y protagonizado por Morgan Spurlock, un cineasta independiente estadounidense. La película muestra la evolución de Spurlock durante 30 días (febrero de 2003), durante los cuales subsiste en su totalidad con la alimentación y la compra de artículos exclusivamente de McDonald's. El espectador puede comprobar los efectos que tiene este estilo de vida en la salud física y psicológica. En el filme también se explora la influencia de las industrias de la comida rápida, incluyendo la forma en que se incita a la mala nutrición para su propio beneficio. Durante el rodaje, Spurlock comió en varios restaurantes McDonald's tres veces al día, llegando a consumir un promedio de 5 000 kcal diarias (el equivalente de 9,26 Big Macs).
Antes del inicio de este experimento, Spurlock tomaba una dieta variada. Era sano y delgado, y medía 188 cm de altura con un peso de 84,1 kg. Después de treinta días, ganó 11,1 kg y su índice de masa corporal aumentó un 13 %, desde 23,8 (dentro del grupo «sano» entre 19-25) a 27 («sobrepeso»). También experimentó cambios de humor, disfunción sexual y daño al hígado. Spurlock tardo cinco meses para perder nueve kilos y otros nueve para perder los dos últimos.
El factor que impulsó a Spurlock para hacer la investigación fue la creciente propagación de la obesidad en todo EE. UU., que el cirujano general declaró como «epidemia», y la correspondiente demanda judicial contra McDonald's en nombre de dos niñas con sobrepeso, en la que se alegó que se convirtieron en obesas como resultado de comer alimentos de McDonald's. Spurlock señala que aunque el juicio contra McDonald's falló, gran parte de la misma crítica contra las compañías de tabaco se aplica a las franquicias de comida rápida, aunque se podría argumentar que la comida rápida, aunque es psicológicamente adictiva, no es tan adictiva como la nicotina.
El documental fue nominado para un Premio de la Academia en la categoría de Mejor documental largo.

## Experimentos
A medida que la película comienza, Spurlock está físicamente por encima de la media, como es demostrado por tres médicos (un cardiólogo, un gastroenterólogo, y un médico de medicina general), así como un nutricionista y un entrenador personal. Él se alista las cinco para realizar el seguimiento de su salud durante el mes de duración. Todos los profesionales de la salud predicen que el «McMess» (McLío) tendrá efectos indeseables sobre su cuerpo, pero ninguno esperaba nada demasiado drástico, citando el cuerpo humano como «sumamente adaptable».
Spurlock comienza el mes con un desayuno cerca de su casa en Manhattan, donde hay un promedio de cuatro McDonald's (y 66 950 habitantes por milla cuadrada (2,6 km²). También opta por viajar en taxi con mayor frecuencia, ya que pretende mantener las distancias que camina en línea con los 5 000 pasos (aproximadamente dos millas) que camina diariamente el promedio de los estadounidenses. Spurlock tiene varias reglas que rigen sus nuevos hábitos alimenticios:
- Debe comer en McDonald's tres comidas por día.
- Deberá acabarse todo lo que contenga cada menú.
- Debe ingerir solo lo indicado en el menú, lo que incluye el agua embotellada. Cualquier otro alimento externo está prohibido.
- Elegirá el tamaño «Super Size» de su comida cuando, y solo cuando, se lo ofrezcan.
- Se tratará de caminar lo promedio que se camina en Estados Unidos, sobre la cifra de 5000 pasos al día,[3] pero esto no era firme, ya que él caminó relativamente más, en comparación de lo que se camina en Nueva York que en Houston.

El segundo día, Spurlock come por primera vez el tamaño Super Size, lo cual le lleva cerca de una hora. La experiencia fue el aumento de su estómago durante el proceso, que culmina con Spurlock vomitando de camino de vuelta a casa.
Después de cinco días, Spurlock ha engordado casi 10 libras (4,5 kg) No pasa mucho tiempo antes de que se encuentre a sí mismo con una sensación de depresión, y él considera que sus episodios de depresión, letargo y dolor de cabeza son causados por la comida de McDonald's. Un médico lo describe como «adicto».
La novia de Spurlock, Alexandra Jamieson, es testigo del hecho de que Spurlock ha perdido gran parte de su energía y conducta sexual durante su experimento. No está claro si Spurlock sería capaz de completar el mes completo debido a las altas cantidades de grasa y de hidratos de carbono en su dieta; sus amigos y familia comienzan a preocuparse.
Alrededor del día 20, Spurlock comenzó a sentir extrañas palpitaciones del corazón. Consulta a su médico internista, el doctor Daryl Isaacs, el cual le aconseja parar lo que está haciendo de inmediato para evitar cualquier tipo de problema grave de salud. A pesar de esta advertencia, Spurlock decide continuar con la prueba. Más tarde declaró en una entrevista que, a pesar de las preocupaciones y objeciones de la mayoría de las personas cercanas a él, era su hermano mayor que lo motivó a continuar con su observación, «Morgan, la gente come esta mierda toda su vida. ¿De verdad piensas que te matará a ti si la comes otros 9 días más?»
Spurlock llega al día 30 y logra su objetivo. En treinta días, Spurlock comió el tamaño «Super Size» en su comida en nueve ocasiones a lo largo del experimento (de los cuales cinco fueron en Texas). Los tres médicos se sorprenden del grado de deterioro en la salud de Spurlock. Uno de ellos afirma que era irreversible el daño causado a su hígado ya que lo estaba perforando, además, un ataque al corazón, aunque haya perdido todo el peso ganado durante el experimento. Señaló que había ingerido más comidas de McDonald's que lo que expertos en nutrición recomiendan comer en 8 años.

## Reacción
La película se presentó en los EE. UU. el 7 de mayo de 2004 e ingresó un total de USD $28 548 087 en todo el mundo, por lo que es la octava película independiente con las más altas cifras de toda la historia. Fue nominada a un Oscar por Mejor Documental, pero perdió ante Born into Brothels: Calcutta's Red Light Kids. Además, la película recibió muy buenas críticas; de puntuación, por ejemplo, 93% en Rotten Tomatoes.

### Crítica
Los críticos de la película, como McDonald's, sostienen que si el autor intencionalmente consume un promedio de 5 000 kcal por día sin hacer ejercicio, los resultados habrían sido los mismos, independientemente de la fuente del exceso.
La película se ocupa de tales objeciones, poniendo que una parte de la razón del deterioro de salud de Spurlock no es solo la alta ingesta calórica, sino también la alta cantidad de grasa en relación con las vitaminas y los minerales en el menú de McDonald's, que es similar en cuanto al estado nutricional, que el contenido de los menús de la mayoría de las demás cadenas de comida rápida en EE. UU.
Spurlock alegó que intentaba imitar el promedio de una dieta regular de comer en McDonald's, para una persona que tendría poco o ningún ejercicio. Es posible que 5000 kcal por día sea una dieta mediana para un consumidor típico de McDonald's o cualquier otra fuente de comida rápida, a pesar de que el varón adulto medio solo requiere 2000 kcal por día. Sin embargo, es poco probable que muchos de los clientes de McDonald's coman tres veces al día allí.
Morgan dijo que estaba comiendo en treinta días la cantidad de comida rápida que los nutricionistas sugieren que alguien debe comer en ocho años.

## «The Smoking Fry»
Spurlock también filmó otra demostración que él llamó The Smoking Fry. Se puede observar en las características especiales de la película en DVD. En esta demostración, Spurlock deja alimentos de McDonald's (unas patatas fritas, un Big Mac, un Filet-O-Fish, McGrill de Pollo, y un Cuarto de Libra con queso), junto con una hamburguesa y patatas fritas de un restaurante tipo slow food (‘comida lenta’), en frascos con el fin de ver el ritmo al que las diferentes comidas se descomponen. La hamburguesa y las patatas fritas del restaurante alternativo fueron descompuestas rápidamente, al igual que la mayoría de los alimentos de McDonald's, con la excepción de la Big Mac y las patatas fritas. El Big Mac duró cinco semanas, después de 10 semanas, el documental sostiene que las patatas fritas todavía no habían empezado a descomponerse y fueron arrojados por un interno debido al mal olor de los McSandwiches, pero de acuerdo a un experimento sin relación, difundido en YouTube presentado por Diet.com, una mujer guardó cuatro años atrás, unas patatas fritas de McDonald’s, que no habían empezado a descomponerse.